# Gimont
Gimont (en francès Gimont) és un municipi francès situat al departament del Gers i a la regió d'Occitània.

## Demografia
| 1962                                       | 1968  | 1975  | 1982  | 1990  | 1999  | 2006  |
| ------------------------------------------ | ----- | ----- | ----- | ----- | ----- | ----- |
| 2.506                                      | 2.878 | 2.867 | 2.950 | 2.819 | 2.734 | 2.834 |
| Des de 1962: població sense dobles comptes |       |       |       |       |       |       |

## Administració
| Període   | Identitat           | Partit |
| --------- | ------------------- | ------ |
| 1912-1919 | Félix Bajon         |        |
| 1919-1925 | Léopold Ninous      |        |
| 1925-1929 | Adolphe Gresse      |        |
| 1929-1945 | Gabriel Bassat      |        |
| 1945-1971 | Léon Abadie         |        |
| 1971-1989 | Gabriel Dubarry     |        |
| 1989-2001 | Jean-Joseph Coutens |        |
| 2001-     | Pierre Duffaut      |        |

## Personatges il·lustres
- Guilhem Ader, poeta gascó.